# Мала Ігра
Мала Ігра́ (рос. Малая Игра) — присілок в Красногорському районі Удмуртії, Росія.

## Населення
Населення — 58 осіб (2010; 83 в 2002).
Національний склад станом на 2002 рік:
- удмурти — 89 %